# Ловер-Солфорд Тауншип (округ Монтгомері, Пенсільванія)
Ловер-Солфорд Тауншип (англ. Lower Salford Township) — селище (англ. township) в США, в окрузі Монтгомері штату Пенсільванія. Населення — 15 896 осіб (2020).

## Демографія
Згідно з переписом 2010 року, у селищі мешкало 14 959 осіб у 5460 домогосподарствах у складі 4120 родин. Було 5664 помешкання
Расовий склад населення:
| - 90,6 % — білих - 4,4 % — азіатів - 2,9 % — чорних або афроамериканців - 0,1 % — корінних американців |

До двох чи більше рас належало 1,3 %. Частка іспаномовних становила 2,6 % від усіх жителів.
За віковим діапазоном населення розподілялося таким чином: 27,3 % — особи молодші 18 років, 61,4 % — особи у віці 18—64 років, 11,3 % — особи у віці 65 років та старші. Медіана віку мешканця становила 40,2 року. На 100 осіб жіночої статі у селищі припадало 93,6 чоловіків;  на 100 жінок у віці від 18 років та старших — 90,4 чоловіків також старших 18 років.
Середній дохід на одне домашнє господарство  становив 119 037 доларів США (медіана — 92 574), а середній дохід на одну сім'ю — 136 128 доларів (медіана — 108 042). Медіана доходів становила 76 552 долари для чоловіків та 54 074 долари для жінок. За межею бідності перебувало 3,1 % осіб, у тому числі 3,1 % дітей у віці до 18 років та 1,7 % осіб у віці 65 років та старших.
Цивільне працевлаштоване населення становило 8180 осіб. Основні галузі зайнятості: освіта, охорона здоров'я та соціальна допомога — 20,4 %, виробництво — 19,7 %, науковці, спеціалісти, менеджери — 11,4 %, фінанси, страхування та нерухомість — 10,2 %.